# Proteus (Marvel Comics)
Proteus, il cui vero nome è Kevin MacTaggert anche conosciuto come Mutante X, è un personaggio dei fumetti creato da Chris Claremont (testi) e John Byrne (disegni), pubblicato dalla Marvel Comics. Apparso per la prima volta sulle pagine di Uncanny X-Men n. 125 (settembre 1979), è un mutante figlio della genetista Moira MacTaggert per molti anni rinchiuso in una camera di sicurezza a causa dei suoi poteri.

## Storia editoriale
Anche se il personaggio appare ufficialmente per la prima volta su Uncanny X-Men n. 125, cenni della sua presenza sono riscontrabili già nel n. 104 (senza però essere mostrato) mentre nel n. 119 prende possesso di una persona.

## Biografia del personaggio

### Origini
Figlio di Moira e Joseph MacTaggert, Kevin fu concepito in seguito allo stupro della donna da parte del marito dopo una delle molte liti che costellavano l'infelice vita matrimoniale dei due. A seguito della traumatica esperienza, Moira fuggì dal coniuge senza dirgli di essere incinta e aprì il centro di ricerca mutante sull'isola Muir, al largo delle coste della Scozia, dove fece crescere Kevin assistendo al manifestarsi dei suoi poteri che ne fecero un pericolo per chiunque; per proteggere sé stessa e gli altri fu costretta ad imprigionarlo, salvaguardando la sua identità soprannominandolo "Mutante X".
Rimasto per anni imprigionato e alimentato da campi energetici per impedire che il suo corpo prosciugasse se stesso, approfittando dei danni strutturali riportati dal centro di ricerca in seguito ad uno scontro fra Magneto e gli X-Men Kevin riuscì a fuggire possedendo il corpo di Angus MacWhirther venendo però a contatto con Fenice, Polaris e Uomo Multiplo: degli ultimi due riuscì ad avere il sopravvento, possedendo anche uno dei doppi di Madrox, mentre il confronto con la prima gli permise appena di scamparla. Privo del sostentamento garantito dai campi energetici il suo corpo cominciò a prosciugarsi e per prevenire la morte Kevin cominciò a possedere le persone attorno a lui consumandone le energie e riducendoli in polvere. Ribattezzatosi "Proteus" si diresse ad Edimburgo, dove possedette il padre e si scontrò con gli X-Men, distruggendo il corpo del genitore nella battaglia. Prima che potesse impossessarsi di un altro ospite, Colosso (in forma corazzata) lo colpì con un pugno mentre si trovava nella sua forma energetica; a causa dell'intolleranza ai metalli fu incapace di mantenere la sua forma e l'energia che lo componeva si disperse per il mondo, facendo credere agli X-Men e Moira che fosse morto. Qualche tempo dopo, Moira pensò di clonare il figlio ma venne riportata alla ragione da Banshee.
Anni dopo, A.I.M. cercò di ricreare Proteus utilizzando il mutante Piecemeal capace di assorbire l'energia dispersa alla sua morte. Incapace di gestirne la mole, il ragazzo si fuse con ciò che restava della coscienza di Proteus scontrandosi con i New Warriors, i Nuovi Mutanti, gli X-Men residenti a Muir e X-Factor; quando il nuovo essere capì che non avrebbe trovato la felicità, decise di suicidarsi disperdendo nuovamente la sua energia.

### Exiles
Quando Scarlet riplasmò la realtà dando vita ad House of M, Proteus fu riportato in vita e conosciuto come il serial killer "Mutante X" a cui Moira MacTaggert dava la caccia anche se accusata ingiustamente di essere lei l'assassina. Incontratosi con gli Exiles, ruba il corpo di Mimo e fugge da quella realtà utilizzando i dati del Panoptichron. Dopo essere saltato di realtà in realtà, abitando diversi ospiti di cui l'ultimo e più duraturo si rivela essere Morph, viene ingannato da Blink ad indossare una corona con all'interno un dispositivo per la modifica comportamentale che lo condiziona a credere di essere il vero Morph. Benché la sua presenza provochi sentimenti contrastanti all'interno del team, si rivela essere una valida risorsa durante le missioni e si scopre anche che la coscienza di Morph è ancora viva sebbene messa da parte. Durante un combattimento fra Psylocke e Sabretooth una libreria gli cade addosso frantumando il dispositivo e rendendo una questione di tempo la riemersione di Proteus.
In procinto di essere ucciso dall'Avversario, Proteus ebbe una visione di sé stesso in forma energetica e non appena ne afferrò la mano guadagnò nuova forza con cui sconfisse il nemico. Si scoprì poi che la sua forma energetica era la coscienza di Morph rimasta a lungo sopita accumulando forza; questi propose a Proteus di dividere il suo corpo utilizzando i loro poteri per salvare le realtà (cosa che Proteus desiderava genuinamente fare). Quando i New Exiles vennero mostrati immersi nel Palazzo di Cristallo la forma energetica di Proteus era fra loro, mentre Morph era libero.

### Necrosha
All'insaputa di tutti quando Proteus morì una scintilla energetica entrò in contatto con Destiny quando questa venne uccisa sull'isola Muir. Durante la notte di Necrosha quando Destiny fu riportata in vita da Selene per rivelarle il suo futuro, la donna riuscì a comunicare astralmente dalla sua cella con la giovane Blindfold consegnandole un messaggio. Informato Ciclope, Blindfold e un gruppo di X-Men partono alla volta dell'isola Muir dove la ragazza entra nuovamente in contatto con Destiny, fuggita dalle grinfie di Selene, permettendo la resurrezione di Proteus che comincia la sua vendetta contro coloro che lo avevano sconfitto eliminandoli a uno a uno. Intrappolatolo assieme a sé su una roccia poi spedita nello spazio Magneto impiega il tempo che a Rogue occorre per assorbire i poteri di Psylocke e liberare gli altri X-Men posseduti, per sintonizzarsi sulla frequenza elettromagnetica di Proteus. Ritornati sulla Terra, Magneto fa fuoriuscire la sua forma energetica dal corpo di Blindfold distruggendola, ammettendo però che la sua particolare composizione gli avrebbe prima o poi consentito di riformarsi.

## Poteri e abilità
Proteus è un mutante di livello Omega. Possiede enormi poteri psionici in grado di alterare la realtà che, come effetto collaterale, disintegrano il corpo ospite (come successo anche con il proprio) obbligandolo ad esistere sotto forma di energia. Benché estremamente pericolosi, i suoi poteri sono attivi solo entro il suo orizzonte visivo mentre per possedere altri corpi ha bisogno di un contatto epidermico in modo da poter entrare, accedendo a tutti i ricordi del malcapitato, sopprimerne la volontà e nel giro di qualche ora, o giorno se è molto resistente, consumarlo. Dopo la resurrezione ad opera di Selene attraverso Destiny, è stato anche capace di possedere più individui contemporaneamente. In grado di sopravvivere anche nello stato di pura energia, in cui i suoi poteri sono al loro apice, è però estremamente vulnerabile al contatto con qualsiasi metallo che se prolungato nel tempo può distruggerlo, frammentandolo e disperdendolo, e obbligarlo in uno stato a bassa intensità da cui è capace di riformarsi dopo un lungo periodo di tempo. Proteus ha anche mostrato di essere capace ad usare la telepatia con la telecinesi e il teletrasporto a livello interdimensionale quando è in forma di energia allo stato puro.

## Altre versioni
Nell'Universo Ultimate Proteus viene fuso con Legion: il suo nome qui è David Xavier, figlio di Moira MacTaggert e dell'ex-marito Charles Xavier. Viene ucciso da Colosso, mentre possedeva il corpo di Psylocke.

## Altri media
- Proteus è apparso nella serie animata Insuperabili X-Men come un violento ed instabile adolescente incapace di controllare i propri poteri che, a differenza del fumetto, non erano letali per chi entrava in contatto con lui. In grado di ritornare in forma umana, dopo essersi trasformato in un gigante d'energia capace di alterare il tessuto della realtà, ha vissuto segregato dalla madre all'interno del laboratorio sull'isola Muir attendendo il momento propizio per fuggire.
- Il 27 marzo 2016, riguardo al futuro della serie cinematografica degli X-Men dopo Apocalisse, Singer affermò che avrebbe voluti vedere Proteus in un prossimo eventuale capitolo.[2]